# Aristolochia albida
Espèce
Classification phylogénétique
Aristolochia albida est une espèce de plantes à fleurs de la famille des Aristolochiaceae. Le nom commun est Scrambling dutchman’s pipe en anglais et Zagariro en shona. C'est une plante grimpante trouvée en Afrique tropicale.

## Description
C'est une plante grimpante.
Les rameaux de cette plante sont étroits, habituellement d'une longueur de trois mètres (pouvant aller jusqu’à dix mètres) et avec une odeur déplaisante. Les feuilles non pubescentes avec une taille de 2-20 cm de longueur sont ovoïdes-oblongues, parfois triangulaires et trilobées. La base est cardioïde et il y a 3-7 nervures. Les fleurs sont situées dans des grappes oblongues axillaires à 2-12 fleurs et il y a des bractées frappantes avec une longueur de jusqu’à 4 cm. Le tube du périanthe avec une longueur de jusqu’à 20 mm est gris ou vert-violet. Les fruits en forme de gousse ont jusqu’à 5 cm de long et sont oblongs-cylindriques, avec six nervures. Les gousses s'ouvrent en six segments à maturité et restent sur la plante en formant une corbeille suspendue.

## Synonymes
A. albida a des synonymes suivants:
- A. aethiopica Welw.
- A. angulata Bojor ex Duch.
- A. aurita Duch.
- A. bainesii Burtt Davy
- A. bernieri Duch.
- A. bongoensis Engl
- A. densivenia Engl.
- A. dewevrei De Wild. & T. Durand
- A. kirkii Baker
- A. ledermanii Engl.
- A. multiflora Duch.
- A. petersiana Klotzsch
- A. truncata Peter

## Distribution
A. albida se trouve dans des forêts à feuilles caduques, au bord des rivières et dans les régions inondées, en Afrique tropicale, jusqu'à une altitude de 1 500 m. La plante se développe aussi comme herbe adventice sur des décharges et dans les plantations de sisal.

## Utilité
En médecine, les racines sont utilisées comme fortifiant, contre le ver Draunculus medinensis ou en cas de maux d'estomac. Mélangées avec du jus de citron vert, les racines sont aussi utilisées contre les morsures de serpent ou de scorpion.
Les feuilles sèches d’A. albida, parfois avec les racines, sont utilisées comme anthelminthique, contre des maladies de peau et des pustules.
La racine de cette espèce peut être confondue avec celle de Cissampelos (Menispermaceae).